# Rocksteady
El rocksteady es un género musical que se originó en Jamaica hacia 1966. Sucesor del ska, y precursor directo del reggae. El término rocksteady propiamente, tiene origen en una forma de baile más relajada y menos impetuosa que la forma en que se bailaba el ska. Es por ello que pueden encontrarse referencias en canciones previas a que el estilo de música fuera bautizado como tal (p.e. Alton Ellis "Rock Steady"). Posteriormente se vinculó el término a un estilo musical propio. A pesar de que el ritmo base del rocksteady es el mismo que el del ska pero tocado de forma más lenta (nótese especialmente en la guitarra rítmica y la batería) existen diferencias sustanciales entre los dos estilos. En el rocksteady la línea de bajo toma un papel preeminente, aparece a menudo el papel de una guitarra melódica (introducida por el artista triniteño afincado en Jamaica, Lyn Taitt), el piano es frecuentemente sustituido por un órgano eléctrico, los vientos pierden importancia (llegando a desaparecer en muchos casos) y se utilizan menos backgrounds cosa que confiere más relevancia a la voz y a las letras. La temática de las líricas del rocksteady también tiene modificaciones de calado respecto a las del ska: Aunque no se abandona el "chica-conoce-chico", sí aparecen muchas más letras de desamor; las letras sobre baile y diversión se cuentan con los dedos y aparece de lleno la temática Rude boy que versa sobre peleas callejeras, pistolas, problemas con la justicia y el mal ambiente en los barrios marginales de Kingston. Debe especificarse que la temática Rude boy no siempre es una alabanza a la vida criminal, ya que existen muchas letras dentro de esta temática que son de rechazo y condena a estas actitudes. El primer hit internacional de rocksteady fue "Hold Me Tight" (número 5 en el Reino Unido y Estados Unidos) del cantante de soul estadounidense Johnny Nash

## Características
El rocksteady ocupa varios elementos musicales típicos del rhythm and blues y del ska. Uno de esos elementos son los ritmos ofbeat: dos o tres acordes mayores tocados a la guitarra que crean un sonido claro, vibrante y típicamente alto. El rocksteady es más lento y relajado que el ska. La caja en la batería juega un rol esencial en el mantenimiento del tempo, y se caracteriza por un poderoso golpe en el tercer tiempo de cada compás ('one drop'). El bajo es pesado y más prominente que en el ska, y las líneas de bajo reemplazaron el estilo "caminante" ('walking style') del ska por figuras más rotas y sincopadas. En el rocksteady se reducía (pero no eliminaba) el uso de vientos. A cambio, la guitarra eléctrica, el bajo y el piano se hicieron más destacados. La guitarra eléctrica toca la principal melodía, generalmente imitando la línea de bajo, en el estilo característico de Lynn Taitt. El bajo eléctrico es el principal instrumento rítmico, ayudando a crear un sonido más percusivo.

## Historia
El rocksteady surgió durante una época en al cual la juventud jamaicana empezaba a sobrepoblar los llamados guetos de la ciudad de Kingston - en barriadas como Riverton City, Greenwich Town y Trenchtown. 

Pese al optimismo que contagiaba el ambiente posterior a la independencia de la isla, la juventud no pudo compartir este sentimiento. Muchos de ellos se volvieron delincuentes que demostraban alguna identidad y estilo en ello. A estos jóvenes se les llamó Rude Boys.

## Los Rude Boys
El fenómeno de los rude boys fue contemporáneo del periodo ska, pero cobró fuerza durante la era del rocksteady en canciones como Rude Boy By Gone A Jail (El rude boy que fue a la cárcel) de los Clarendonians; No Good Rudie (Rudie nada bueno) de Justin Hinds & The Dominoes y Don't Be Rudie (no seas un rudie) de The Rulers. Aunque se sostiene que el creador del Rocksteady fue Alton Ellis con su éxito Girl I've Got a Date (nena, tengo una cita), existen otros candidatos a tal título, incluido Take it Easy (tómalo con calma), autoría de Hopeton Lewis; Tougher Than Tough (más reci que recio) de Derrick Morgan y Hold Them (literalmente 'sostenlos') de Roy Shirley.
El productor musical Duke Reid dio a conocer el sencillo Girl I've Got a Date de Alton Ellis en su firma discográfica Treasue Isle, así como discos de The Techniques, The Silvertones, The Jamaicans y The Paragons. El trabajo de Reid junto con estos grupos sirvió para establecer el estilo vocal del rocksteady. Los artistas solistas más sobresalientes incluyen los nombres de Delroy Wilson, Bob Andy, Ken Boothe, Desmond Dekker, Derrick Harriott y Phyllis Dillon (conocida también como la Reina del Rocksteady).

## Temáticas
Las letras del rocksteady van desde temas románticos hasta temáticas de los rude boys - o eran simplemente tonalidades bailables. En ocasiones, los vocalistas rocksteady hacían versiones de canciones que habían sido éxitos en Estados Unidos. Los músicos cruciales en la creación de la música incluían al guitarrista Lynn Taitt, al tecladista Jackie Mittoo, al baterista Winston Greenan, el bajista Jackie Jackson el saxonofista Tommy McCook.

## Decadencia
Hubo varios factores que influyeron en la evolución del rocksteady al reggae a finales de los años 60. La migración de los músicos y productores Jackie Mittoo y Lynn Taitt y el proceso de modernización tecnológica de los estudios jamaicanos tuvo un efecto marcado en el sonido y el estilo de las grabaciones. Los patrones de bajo se volvieron más complejos y los arreglos incrementaron su dominio, y el piano tuvo que dar lugar al órgano eléctrico. Otros desarrollos incluyen instrumentos de viento velados como fondo; una guitarra más 'rascada' y percusiva; y un estilo más preciso e intrincado del uso de la batería.
Para inicios de los años 70, conforme el movimiento rastafari ganaba popularidad, las canciones se enfocaron menos en los temas románticos y más en la conciencia racial, la política y la protesta. Pese al hecho de que el rocksteady fue una fase transitoria muy corta dentro de la música popular jamaicana, tuvo un rango de influencia para los estilos reggae y dancehall que le sucedieron. Muchas líneas de bajo siguen siendo utilizadas en la música jamaicana contemporánea.